# Stacy Piagno
Stacy Piagno, född den 7 mars 1991 i Yulee i Florida, är en amerikansk basebollspelare som ingår i USA:s landslag. Hon tog guld vid panamerikanska spelen 2015 i Toronto. Piagno är högerhänt pitcher.
Piagno har studerat vid Flagler College och University of Tampa.